# 香港圍棋
香港圍棋，香港是中国大陆、台灣、日本、韓國以外，圍棋活動較為活躍的地區之一。香港圍棋協會成立於1982年，為香港官方圍棋機構，但香港的圍棋推廣活動主要靠民營機構為主，成立於1975年的香港圍棋社是香港第一個棋會。

## 本地圍棋賽事
香港各圍棋教育機構，都會定期舉辦不同類型的業餘比賽，對象大多為學童。香港圍棋協會所舉辦的香港業餘圍棋公開賽公開組中獲冠軍可獲評為業餘6段，而於2008年後停辦的新秀賽公開組中獲冠軍者可獲評為業餘5段。
以下是歷届香港業餘圍棋公開賽(公開組)及重要選拔賽的前八名 (第一、二屆資料不詳)
| 届   | 日期       | 冠軍   | 亞軍   | 季軍   | 第四名                   | 第五名                   | 第六名                   | 第七名        | 第八名 | 公開組人數 |
| ---- | ---------- | ------ | ------ | ------ | ------------------------ | ------------------------ | ------------------------ | ------------- | ------ | ---------- |
| 1    | 2002年     | 曾炳輝 | 伍立   | 蕭漢雄 |                          |                          |                          |               |        |            |
| 2    | 2003年     | 黃超   | 王怡勳 | 曾炳輝 | 陳昭樂 / 白曉青 / 杜力行 | 陳昭樂 / 白曉青 / 杜力行 | 陳昭樂 / 白曉青 / 杜力行 |               |        |            |
| 3    | 2004年3月  | 童凌瑛 | 陳昭樂 | 黃超   | 鄭逵                     | 王明庚                   | 曾東 / 謝英明            | 曾東 / 謝英明 | 陳品祺 | 39人       |
| 4    | 2005年3月  | 陳乃申 | 黃超   | 陳世彥 | 蕭漢雄                   | 曾東                     | 鄭逵                     | 杜力行        | 劉建民 |            |
| 5    | 2006年3月  | 賀曉鋒 | 曾東   | 黃超   | 陳世彥 / 文禮山          | 陳世彥 / 文禮山          | 蕭漢雄                   | 謝英明        | 林裕李 |            |
| 6    | 2006年10月 | 陳乃申 | 蕭漢雄 | 曾東   | 白曉青                   | 劉成城                   | 李卓良                   | 謝英明        | 許南   |            |
| 7    | 2007年10月 | 黃超   | 劉成城 | 陳乃申 | 鄭逵                     | 杜力行                   | 李卓良                   | 王飛龍        | 范浩鈞 |            |
| 8    | 2009年3月  | 陳乃申 | 蕭漢雄 | 杜力行 | 陳志軒                   | 曾東                     | 駱俊傑                   | 何桂璋        | 王飛龍 | 51人       |
| 9    | 2009年8月  | 陳乃申 | 曾東   | 趙家瑞 | 周仁傑                   | 陳志軒                   | 蕭漢雄                   | 何桂璋        | 關景文 | 58人       |
| 世31 | 2009年12月 | 陳乃申 | 蕭漢雄 | 杜力行 | 曾東 / 趙家端            | 曾東 / 趙家端            | 吳梓森                   | 陳品祺        | 黃國傑 | 57人       |
| 亞   | 2010年4月  | 陳志軒 | 鮑橒   | 許家傑 | 趙家瑞                   | 王飛龍                   | 陳乃申                   | 孫漢唐        | 黃君朗 | 85人       |
| 10   | 2010年11月 | 陳志軒 | 吳璟滺 | 趙家瑞 | 李卓良                   | 陳文俊                   | 孫漢唐                   | 吳梓森        | 于北平 | 62人       |
| 智2  | 2011年8月  | 陳志軒 | 趙家瑞 | 關景文 | 杜力行                   | 梁俊謙 / 吳梓森          | 梁俊謙 / 吳梓森          | 李俊輝        | 吳璟滺 | 49人       |
| 11   | 2011年12月 | 陳志軒 | 陳乃申 | 羅焯東 | 于北平                   | 趙家瑞                   | 吳璟滺                   | 李鈞陶        | 李卓良 | 4+42人     |
| 12   | 2012年11月 | 陳志軒 | 關景文 | 吳璟滺 | 陳嘉豪                   | 陳乃申                   | 趙家瑞                   | 張正翹        | 王飛龍 | 56人       |
| 13   | 2013年11月 | 陳乃申 | 趙家銳 | 吳梓森 | 陳志軒                   | 楊權勇                   | 李卓良                   | 胡浩暘        | 王飛龍 | 48人       |
| 14   | 2014年11月 | 陳志軒 | 陳乃申 | 羅焯東 | 李卓良                   | 趙家銳                   | 陳嘉豪                   | 關景文        | 張正翹 | 35人       |
| 15   | 2015年11月 | 陳乃申 | 陳志軒 | 朱文章 | 李卓良                   | 羅焯東                   | 杜力行                   | 張正翹        | 吳梓森 | 39人       |
| 16   | 2016年11月 | 陳乃申 | 李卓良 | 朴永云 | 羅焯東                   | 張正翹                   | 陳朝林                   | 陳志軒        | 吳梓森 | 43人       |
| 17   | 2017年12月 | 羅焯東 | 陳乃申 | 陳志軒 | 甄浩智                   | 陳棨熙                   | 吳梓森                   | 王飛龍        | 何誠謙 | 38人       |
| 18   | 2018年12月 | 朴永云 | 陳乃申 | 陳志軒 | 吳梓森                   | 吳一博                   | 劉新語                   | 李卓良        | 胡俊彥 | 39人       |
| 19   | 2019年12月 | 陳乃申 | 朴永云 | 羅焯東 | 何桂璋                   | 陳志軒                   | 胡俊彥                   | 余英毅        | 陳彥碩 | 27人       |
| 亞20 | 2021年12月 | 朴永云 | 陳乃申 | 羅焯東 | 陳志軒                   | 胡俊彥                   | 陳嘉豪                   | 何浩燃        | 何桂璋 | 64人       |
| 亞20 | 2021年12月 | 簡瑩   | 劉禹欣 | 李樂怡 | 楊蒨祺                   | 鍾慧怡                   | 羅婉清                   | 袁樂欣        | 黃綽晞 | 14人       |

代號如下：

亞 - 2010年廣州亞運會 圍棋項目選拔賽

智2 - 第二屆(2011)全國智力運動會 圍棋項目選拔賽

世31 - 第31屆世界業餘圍棋錦標賽香港區選拔賽

亞20 - 第二十屆香港業餘圍棋公開賽暨2022年亞運會香港代表隊選拔賽(分男子組及女子組)

香港圍棋大賽(精英組)
|  | 2023年 | 朴永云 | 陳乃申 | 關景文 | 甄浩智 | 謝韋伯 | 陳志軒 | 余文揚 | 何桂璋 | 32人 |
|  | 2024年 | 甄浩智 | 陳乃申 | 朴永云 | 謝仲明 | 鄒嘉祐 | 杜力行 | 袁得富 | 陳梓聰 | 27人 |

## 參與國際賽事
每年香港區代表的參賽名額，一般多由一年一度的公開賽或選拔賽產生。陳嘉鋭在1986年第8屆世界業餘圍棋錦標賽得到冠軍，是第1個香港代表得到世界業餘圍棋冠軍。
以下是近年世界業餘圍棋錦標賽，香港代表棋手及成績
| 届 | 年份   | 香港棋手 | 名次   |
| -- | ------ | -------- | ------ |
| 18 | 1996年 | 簡 瑩    | 第4名  |
| 19 | 1997年 | 簡 瑩    | 第9名  |
| 20 | 1998年 | 王怡勛   | 第6名  |
| 21 | 1999年 | 簡 瑩    | 第6名  |
| 22 | 2000年 | 王怡勛   | 第10名 |
| 23 | 2001年 | 王怡勛   | 第7名  |
| 24 | 2002年 | 曾炳輝   | 第18名 |
| 25 | 2004年 | 童凌瑛   | 第7名  |
| 26 | 2005年 | 陳乃申   | 第8名  |
| 27 | 2006年 | 陳乃申   | 第5名  |
| 28 | 2007年 | 陳乃申   | 第13名 |
| 29 | 2008年 | 陳乃申   | 第4名  |
| 30 | 2009年 | 陳乃申   | 第3名  |
| 31 | 2010年 | 陳乃申   | 第4名  |
| 32 | 2011年 | 陳志軒   | 第15名 |
| 33 | 2012年 | 陳志軒   | 第4名  |
| 34 | 2013年 | 關景文   | 第6名  |
| 35 | 2014年 | 陳乃申   | 第4名  |
| 36 | 2015年 | 陳志軒   | 第4名  |
| 37 | 2016年 | 陳志軒   | 第10名 |
| 38 | 2017年 | 陳乃申   | 第8名  |
| 39 | 2018年 | 羅焯東   | 第13名 |
| 40 | 2019年 | 陳乃申   | 第3名  |
| 41 | 2021年 | 陳乃申   | 第6名  |
| 42 | 2022年 | 朴永云   | 第3名  |
| 43 | 2023年 | 朴永云   | 第10名 |

## 外部連結
- 香港圍棋協會 （页面存档备份，存于）
- 香港圍棋社 （页面存档备份，存于）
- 妙手圍棋院 （页面存档备份，存于）
- 香港圍棋文化學會 （页面存档备份，存于）
- 香港圍棋發展中心
- 香港兒童棋院 （页面存档备份，存于）
- 香港兒童圍棋學院 （页面存档备份，存于）
- 弘德圍棋 （页面存档备份，存于）
- 敏軒圍棋學院 （页面存档备份，存于）
- 中國香港棋院 （页面存档备份，存于）
- 方圓棋院 （页面存档备份，存于）
- 香港天元棋院
- 妙手棋院 （页面存档备份，存于）
- 香港國際棋院
- YW韓國圍棋道場 （页面存档备份，存于）
- 楊士海棋院 （页面存档备份，存于）